# Вараждин (футбольний клуб, 1931)
«Вараждин» (хорв. NK Varaždin) — колишній хорватський футбольний клуб із однойменного міста, заснований 1931 року. Розформований у 2015-му. Останній сезон провів у Третій хорватській лізі. Організовані прихильники команди відомі як White Stones.

## Історія
Клуб був заснований 3 червня 1931 ріка під іменем «Славія» (хорв. NK Slavija) і існував до 1941 року. Під час Другої світової війни клуб тимчасово припинив своє існування і відновив своє існування 1945 року під назвою «Текстілац» (хорв. NK Tekstilac). Назва «Вартекс» (хорв. NK Varteks) клуб отримав у 1958 році на основі компанії текстилю та одягу, яка була основним спонсором клубу.
Перший успіх клуб отримав в 1938 році, коли отримав право брати участь у Прем'єр-Лізі Королівства Югославії. Найбільшим успіхом у Соціалістичній Югославії було потрапляння в фінал Кубок Югославії у 1961 році. Тоді «Вартекс» програв заключну гру «Вардару» зі Скоп'є.
«Вартекс» став виступати у вищому дивізіоні Хорватії з моменту його заснування, тобто з 1991 року. Клуб шість разів грав у фіналах Кубка Хорватії, втім жодного разу так і не здобув трофей. Найбільшим успіхом на міжнародних змаганнях став чвертьфінал Кубка володарів кубків 1998/99.
За результатами сезону 2011/12 клуб, що 2010 року в чергове змінив назву, на цей раз на «Вараждин», був виключений зі складу Хорватського футбольного союзу і відправлений до регіональної ліги за борги в 40 млн. кун. Там команда грала аж до розформування у 2015 році. Натомість у місті 2012 року була створена нова команда «Вараждин», що 2019 року вийшла до вищого дивізіону країни.

## Статистика виступів у Хорватії
| Сезон   | Ліга                                              | Ліга                                              | Ліга                                              | Ліга                                              | Ліга                                              | Ліга                                              | Ліга                                              | Ліга                                              | Ліга                                              | Кубок                                             | Єврокубки                                         | Єврокубки                                         | Найкращий бомбардир                               | Найкращий бомбардир                               |
| Сезон   | Дивізіон                                          | І                                                 | В                                                 | Н                                                 | П                                                 | ГЗ                                                | ГП                                                | О                                                 | М                                                 | Кубок                                             | Єврокубки                                         | Єврокубки                                         | Гравець                                           | Голів                                             |
| ------- | ------------------------------------------------- | ------------------------------------------------- | ------------------------------------------------- | ------------------------------------------------- | ------------------------------------------------- | ------------------------------------------------- | ------------------------------------------------- | ------------------------------------------------- | ------------------------------------------------- | ------------------------------------------------- | ------------------------------------------------- | ------------------------------------------------- | ------------------------------------------------- | ------------------------------------------------- |
| 1992    | 1 ліга                                            | 22                                                | 7                                                 | 6                                                 | 9                                                 | 32                                                | 25                                                | 20                                                | 8                                                 | —                                                 |                                                   |                                                   | Ігор Цвитанович                                   | 9                                                 |
| 1992–93 | 1 ліга                                            | 30                                                | 10                                                | 9                                                 | 11                                                | 38                                                | 47                                                | 29                                                | 7                                                 | 1/4                                               |                                                   |                                                   | Мірза Голубиця                                    | 8                                                 |
| 1993–94 | 1 ліга                                            | 34                                                | 16                                                | 9                                                 | 9                                                 | 51                                                | 31                                                | 41                                                | 5                                                 | 1/4                                               |                                                   |                                                   | Давор Вугринець                                   | 17                                                |
| 1994–95 | 1 ліга                                            | 30                                                | 11                                                | 10                                                | 9                                                 | 35                                                | 27                                                | 43                                                | 6                                                 | 1/2                                               |                                                   |                                                   | Давор Вугринець                                   | 8                                                 |
| 1995–96 | 1 ліга                                            | 32                                                | 18                                                | 7                                                 | 7                                                 | 44                                                | 26                                                | 61                                                | 3                                                 | Ф                                                 |                                                   |                                                   | Давор Вугринець                                   | 17                                                |
| 1996–97 | 1 ліга                                            | 30                                                | 12                                                | 6                                                 | 12                                                | 34                                                | 35                                                | 42                                                | 6                                                 | 1/4                                               | Кубок володарів кубків                            | Р1                                                | Давор Вугринець                                   | 13                                                |
| 1997–98 | 1 ліга                                            | 32                                                | 10                                                | 8                                                 | 14                                                | 34                                                | 44                                                | 38                                                | 10                                                | Ф                                                 |                                                   |                                                   | Марко Топич                                       | 7                                                 |
| 1998–99 | 1 ліга                                            | 32                                                | 12                                                | 4                                                 | 16                                                | 55                                                | 57                                                | 40                                                | 5                                                 | 1/4                                               | Кубок володарів кубків                            | 1/4                                               | Милєнко Мумлек                                    | 13                                                |
| 1999–00 | 1 ліга                                            | 33                                                | 10                                                | 10                                                | 13                                                | 32                                                | 44                                                | 40                                                | 7                                                 | 1/4                                               | Кубок Інтертото                                   | Р3                                                | Дамир Мужек, Віоресін Сінані                      | 5                                                 |
| 2000–01 | 1 ліга                                            | 32                                                | 12                                                | 9                                                 | 11                                                | 56                                                | 56                                                | 45                                                | 4                                                 | 1/4                                               |                                                   |                                                   | Саша Бєланович, Велдин Карич                      | 12                                                |
| 2001–02 | 1 ліга                                            | 30                                                | 17                                                | 6                                                 | 7                                                 | 58                                                | 40                                                | 57                                                | 4                                                 | Ф                                                 | Кубок УЄФА                                        | Р2                                                | Саша Бєланович                                    | 17                                                |
| 2002–03 | 1 ліга                                            | 32                                                | 18                                                | 3                                                 | 11                                                | 52                                                | 38                                                | 57                                                | 3                                                 | 1/2                                               | Кубок УЄФА                                        | Р1                                                | Велдин Карич                                      | 10                                                |
| 2003–04 | 1 ліга                                            | 32                                                | 9                                                 | 11                                                | 12                                                | 33                                                | 42                                                | 38                                                | 5                                                 | Ф                                                 | Кубок УЄФА                                        | Р1                                                | Никола Шафарич                                    | 7                                                 |
| 2004–05 | 1 ліга                                            | 32                                                | 14                                                | 3                                                 | 15                                                | 53                                                | 50                                                | 45                                                | 5                                                 | 1/2                                               |                                                   |                                                   | Недим Халилович                                   | 9                                                 |
| 2005–06 | 1 ліга                                            | 32                                                | 15                                                | 2                                                 | 15                                                | 51                                                | 48                                                | 47                                                | 3                                                 | Ф                                                 | Кубок Інтертото                                   | Р3                                                | Леон Бенко                                        | 14                                                |
| 2006–07 | 1 ліга                                            | 33                                                | 12                                                | 6                                                 | 15                                                | 49                                                | 62                                                | 42                                                | 8                                                 | Р1                                                | Кубок УЄФА                                        | QR1                                               | Енес Новинич                                      | 15                                                |
| 2007–08 | 1 ліга                                            | 33                                                | 11                                                | 7                                                 | 15                                                | 46                                                | 53                                                | 40                                                | 7                                                 | 1/2                                               |                                                   |                                                   | Милєнко Мумлек                                    | 9                                                 |
| 2008–09 | 1 ліга                                            | 33                                                | 10                                                | 5                                                 | 18                                                | 41                                                | 55                                                | 35                                                | 10                                                | Р2                                                |                                                   |                                                   | Горан Муянович                                    | 11                                                |
| 2009–10 | 1 ліга                                            | 30                                                | 9                                                 | 9                                                 | 12                                                | 36                                                | 43                                                | 36                                                | 10                                                | 1/2                                               |                                                   |                                                   | Милєнко Мумлек                                    | 11                                                |
| 2010–11 | 1 ліга                                            | 30                                                | 9                                                 | 9                                                 | 12                                                | 32                                                | 38                                                | 36                                                | 11                                                | Ф                                                 |                                                   |                                                   | Филип Шкворц                                      | 7                                                 |
| 2011–12 | 1 ліга                                            | 24                                                | 2                                                 | 3                                                 | 19                                                | 16                                                | 52                                                | 8                                                 | 16                                                | Р2                                                | Ліга Європи УЄФА                                  | КВ3                                               | Домінік Главина                                   | 5                                                 |
| 2012–13 | Клуб виключений із Хорватського футбольного союзу | Клуб виключений із Хорватського футбольного союзу | Клуб виключений із Хорватського футбольного союзу | Клуб виключений із Хорватського футбольного союзу | Клуб виключений із Хорватського футбольного союзу | Клуб виключений із Хорватського футбольного союзу | Клуб виключений із Хорватського футбольного союзу | Клуб виключений із Хорватського футбольного союзу | Клуб виключений із Хорватського футбольного союзу | Клуб виключений із Хорватського футбольного союзу | Клуб виключений із Хорватського футбольного союзу | Клуб виключений із Хорватського футбольного союзу | Клуб виключений із Хорватського футбольного союзу | Клуб виключений із Хорватського футбольного союзу |
| 2013–14 | 3 ліга (Північ)                                   | 30                                                | 15                                                | 5                                                 | 10                                                | 66                                                | 32                                                | 49                                                | 7                                                 | ПР                                                |                                                   |                                                   | Марко Рог                                         | 17                                                |
| 2014–15 | 3 ліга (Схід)                                     | 30                                                | 10                                                | 9                                                 | 11                                                | 42                                                | 39                                                | 39                                                | 11                                                | Р2                                                |                                                   |                                                   | Лука Іванович                                     | 11                                                |

## Виступи у єврокубках

### Загалом
| Турнір                      | І  | В  | Н | П  | ГЗ | ГП | Остання участь |
| --------------------------- | -- | -- | - | -- | -- | -- | -------------- |
| Кубок УЄФА Ліга Європи УЄФА | 22 | 10 | 5 | 7  | 48 | 34 | 2011–12        |
| Кубок володарів кубків УЄФА | 10 | 6  | 1 | 3  | 15 | 10 | 1998–99        |
| Кубок Інтертото             | 12 | 5  | 3 | 4  | 22 | 21 | 2005           |
| Всього                      | 44 | 21 | 9 | 14 | 85 | 65 |                |

Джерело: uefa.com, Last updated on 4 серпень 2011

### По сезонах
| Сезон   | Турнір                 | Раунд | Суперник           | Вдома      | В гостях | Загалом      |
| ------- | ---------------------- | ----- | ------------------ | ---------- | -------- | ------------ |
| 1996–97 | Кубок володарів кубків | КР    | Уніон (Люксембург) | 2–1        | 3–0      | 5–1          |
| 1996–97 | Кубок володарів кубків | Р1    | Локомотив (Москва) | 2–1        | 0–1      | 2–2 (г.)     |
| 1998–99 | Кубок володарів кубків | Р1    | Рудар (Веленє)     | 1–0        | 1–0      | 2–0          |
| 1998–99 | Кубок володарів кубків | Р2    | Геренвен           | 4–2 (д.ч.) | 1–2      | 5–4          |
| 1998–99 | Кубок володарів кубків | КР    | Мальорка           | 0–0        | 1–3      | 1–3          |
| 1999    | Кубок Інтертото        | Р1    | Локомотив-96       | 2–2        | 2–1      | 4–3          |
| 1999    | Кубок Інтертото        | Р2    | Бранн              | 3–0        | 0–3      | 3–3 (5–4 п.) |
| 1999    | Кубок Інтертото        | Р3    | Ростсельмаш        | 1–2        | 1–0      | 2–2 (г.)     |
| 2001–02 | Кубок УЄФА             | КР    | Вадуц              | 6–1        | 3–3      | 9–4          |
| 2001–02 | Кубок УЄФА             | Р1    | Астон Вілла        | 0–1        | 3–2      | 3–3 (г.)     |
| 2001–02 | Кубок УЄФА             | Р2    | Брондбю            | 3–1        | 0–5      | 3–6          |
| 2002–03 | Кубок УЄФА             | КР    | Дандолк            | 5–0        | 4–0      | 9–0          |
| 2002–03 | Кубок УЄФА             | Р1    | Мідтьюлланн        | 1–1        | 0–1      | 1–2          |
| 2003–04 | Кубок УЄФА             | КР    | ФКІ Левадія        | 3–2        | 3–1      | 6–3          |
| 2003–04 | Кубок УЄФА             | Р1    | Дебрецен           | 1–3        | 2–3      | 3–6          |
| 2005    | Кубок Інтертото        | Р1    | Динамо (Тирана)    | 4–1        | 1–2      | 5–3          |
| 2005    | Кубок Інтертото        | Р2    | Інтер (Турку)      | 4–3        | 2–2      | 6–5          |
| 2005    | Кубок Інтертото        | Р3    | Ланс               | 1–1        | 1–4      | 2–5          |
| 2006–07 | Кубок УЄФА             | КР1   | Тирана             | 1–1        | 0–2      | 1–3          |
| 2011–12 | Europa League          | КР1   | Лузітанос          | 5–1        | 1–0      | 6–1          |
| 2011–12 | Europa League          | КР2   | Іскра-Сталь        | 3–1        | 1–1      | 4–2          |
| 2011–12 | Europa League          | КР3   | Динамо (Бухарест)  | 1–2        | 2–2      | 3–4          |

## Досягнення
Кубок Хорватії
- Фіналіст (6): 1995–96, 1997–98, 2001–02, 2003–04, 2005–06, 2010-11

Кубок Югославії
- Фіналіст (1): 1960–61

## Відомі гравці
| - Самір Топлак (1988—1998, 2002—2005) - Андрія Балаїч (1992—1996, 1997—2000, 2001—2002, 2007—2010) - Златко Далич (1992—1996, 1998—2000) - Крунослав Грегорич (1992—1999, 2002—2003) - Дражен Мадунович (1992, 1993—2001) - Мілєнко Мумлек (1992—1999, 2000—2003, 2007—2010) - Младен Посавець (1992—2000) - Роберт Тежацький (1992—1998, 1999—2001) - Давор Вугринець (1992—1997, 2010—2012) - Данієль Хрман (1997—2003, 2006—2007, 2007—2008) - Велдин Карич (1997—2004) |  | - Никало Шафарич (1998—2007, 2010—2011) - Зоран Кастель (1998—2005) - Віоресін Сінані (1999—2001) - Недим Халилович (2001—2006) - Леон Бенко (2003—2006) - Сильвестер Саболчкі (1998—2003) - Іван Режич (1997—1998, 1999—2004) - Мар'ян Мрмич (1993—1996, 1998—1999, 2000) - Марко Топич (1997—1998) - Деві Мука (2000—2002) - Владимир Василь (2004) |

## Список тренерів
| - Бранко Іванкович (липень 1991 — червень 1995) - Лука Боначич (1995—1996) - Дражен Бесек (1998—1999) - Лука Боначич (грудень 1999 — квітень 2000) - Бранко Янжек (квітень 2000 — травень 2000) - Іван Каталинич (травень 2000 — квітень 2001) - Бранко Янжек (квітень 2001 — травень 2002) - Дражен Бесек (травень 2002 — вересень 2003) - Мирослав Блажевич (вересень 2003 — травень 2005) |  | - Златко Далич (травень 2005 — травень 2007) - Йосип Куже (червень 2007 — серпень 2007) - Дражен Бесек (серпень 2007 — грудень 2009) - Дамір Ягачич (січень 2010 — березень 2010) - Самір Топлак (березень 2010 — серпень 2011) - Томислав Коціян (серпень 2011 — жовтень 2011) - Бранко Янжек (жовтень 2011 — липень 2012) - Івиця Соломун (липень 2012 — січень 2015) |